# كوزميد

تمثل سلاسل الحمض النووي

كان كولينز وهون هما أول من وصفا الكوزميد (بالإنجليزية:  cosmid)‏ في عام 1978 على أنه نوعاً من البلازميد (الذي يُستخدم غالباً كناقل وراثي في عملية الاستنساخ) يشتمل على سلاسل الكروموسومات، والتي تمثل سلاسل الحمض النووي (دنا) من عاثية لامدا (بالإنجليزية:  lambda phage)‏. ونلاحظ أن الكوزميدات تُستخدم لبناء المكتبات الوراثية {{إنج| Library (biology)]]. 
هذا وللكوزميدات القدرة على حمل ما بين 37 و 52 زوجاً قاعدياً، في حين لا تكون البلازميدات العادية قادرة على حمل سوى 1- 12 زوجاً قاعدياً. فهي قادرة على التنسخ مثل البلازميدات لو كان لها أصلٌ مناسبٌ للتنسخ: فعلى سبيل المثال SV40 ori في خلايا الثدييات، ColE1 ori لتنسخ الحمض النووي (دنا) مزدوج الضفيرة أو f1 ori لتنسخ الحمض النووي (دنا) أحادي الضفيرة في بدائيات النوى. كما أنها غالباً ما تحتوى مورثاً (جيناً) للانتقاء مثل مقاومة المضادات الحيوية، ومن ثم يمكن تحديد الخلايا الناقلة للعدوى من خلال التصفيح أو التبسيط على وسيطٍ يحتوي على مضادٍ حيويٍ. إلا أن تلك الخلايا التي لا تستعمر الكوزميد لن تكون قادرةً على النمو.
و على عكس البلازميدات، يمكن حزم الكوزميدات في قفيصات عاثية، والتي تسمح بانتقال المورثات الأجنبية الغريبة إلى داخل أو بين الخلايا عبر عملية تنبيغٍ (transduction). كما تصبح البلازميدات غير مسمتقرة بعد دمج كمٍ معينٍ من الدنا داخلها، وذلك بسبب أن حجمها المتزايد يكون أكثر توصيلاً للتأشيب الجيني. وللتغلب على تلك الظاهرة، يتم استخدام تنبيغ العاثيات بدلاً من ذلك. ويمكن تحقيق ذلك بواسطة النهايات المتماسكة (cohesive ends)، والمعروفة أيضاً بمواقع cos. وبهذه الطريقة، تصبح الكوزميدات شبيهة لاستخدام عاثية لامبدا كناقل، إلا أنه تم إلغاء وفقط كل جينات لامبدا باستثناء تسلسل cos.
و تقدر سلاسل cos بـ ~200 زوجاً قاعدياً طولاً والتي تعتبر ضرورية لعملية الحزم (packaging). هذا بالإضافة إلى أنها تشتمل على موقع cosN حيث يتم رصد الدنا في كل ضفيرة، بغض النظر عن كونها 12 زوجاً قاعدياً، بواسطة الترميناز (terminase). وهذا يتسبب في أن يصبح الكوزميد الدائري خطي ذو نهايتين لزجتين أو متماسكتين لاصقتين للإثني عشر زوجاً قاعدياً. حيث يجب أن يكون الحمض النووي (الدنا) خطياً ليتناسب ضمن رأس العاثية. هذا ويمسك cosB بالترميناز في أثناء رصد وفصل الضفائر. في حين يُمسك الترميناز بموقع  cosQ  الخاص بالكوزميد التالي (بسبب أن عملية تكرار الدائرة الدوارة غالباً ما تُسفِر عن متسلسلات خطية (concatemer))، وذلك كله بعد أن يتم حزم الكوزميد السابق، لمنع التدهور أو التفسخ بواسطة صورة الديوكسي ريبونيوكلياز (deoxyribonuclease) الخلوية.

## سمات الكوزميدات واستخداماتها
في الغالب تكون الكوزميدات بلازميدات ذات بكتيريا oriV، وهي عبارة عن مؤشر لانتقاء المضاد الحيوي وموقع استنساخ، إلا أنها تحمل موقعي cos أو أكثر من لامبداالعاثيات. وهنا نلاحظ أن الكوزميدات المكوكية أو الثديية (المرتبطة بمؤشرات انتقاء الثدييات و SV40 oriV) تصبح متاحة اعتماداً على الهدف المحدد لكوزميدات مدى المضيف واسعة النطاق التجريبية. وتتنوع السعة التحميلية للكوزميدات اعتماداً على حجم الناقل نفسه إلا أنها غالباً ما تتراوح بين 40 و 45 كيلوبايت. وتتضمن اجراءات الاستنساخ إنتاج زراعين ناقلين والذين يرتبطان فيما بعد بالدنا الأجنبي. وغالباً ما يتم إجراء عملية اختيار مقابل دنا الكوزميد واسع المجال (wildtype cosmid DNA) عبر أقصاء الحجم. إلا أنه على الرغم من ذلك، غالباً ما تُشَكِّل الكوزميدات مستعمرات وليس لويحات (plaques). كما أن كثافة الاستنساخ تكون أقل بكثير بما يتراوح بين 105 و 106 وحدة تشكل المستعمرة (colony-forming unit) لكل µg من الدنا المرتبط.
و بعد بناء مكتبات الكوزميد أو اللمبدا المؤتلفة (recombinant lambda)، يتم انتقال الحمض النووي (دنا) كله إلى داخل مضيف بكتريا الإشريكية القولونية الملائم عبر أسلوب يُطلق عليه التعبئة داخل المعمل. فمستخلصات عملية التعبئة الضرورية يتم اشتقاقها من ليسوجينات الإشريكية القولونية E.coli cI857 (سام- جام- الحمراء (red- gam- Sam) ودام Dam (تجمع الرأس) وإيم Eam (تجمع الذيل) على التوالي). فهذه المستخلصات ستحدد وتعبيء الجزيئات المؤتلفة معملياً، منتجةً إما جسيمات عثيات بالغة (ناقلات قائمة على اللامبدا) أو بلازميدات مؤتلفة موجودة داخل قشور العثيات (الكوزميدات). فهذه الفروق تنعكس في تكرارات حدوث العدوى المختلفة التي يتم ملاحظتها لصالح ناقلات الإحلال - لامبدا. وهذا يُعوض قدرتها التحميلية المنخفضة قليلاً. كما يتم تخزين مكتبة العثية ومسحها بصورةٍ أسهل من مكتبات الكوزميدات (المستعمرات).
الدنا المستهدف: يجب أن يتم قطع الدنا الجينومي المقرر استنساخه إلى مدى أحجام مناسبة للقطع المقيدة. وغابلاً ما يتم تنفيذ تلك العملية من خلال التقييد الجزئي المتبوع إما بالتجزئة الحجمية أو بعملية نزع الفوسفات dephosphorylation (غالباً ما يكون فوسفات أمعاء العجل الصغير) لتجنب هروب الكروموسوم، مثل ربط الأجزاء أو القطع الغير مرتبطة جسدياً.